# Arotes melleus
Arotes melleus là một loài tò vò trong họ Ichneumonidae.